# John Quinn Weitzel
Mons. John Quinn Weitzel (10. května 1928, Chicago – 30. prosince 2022, Maryknoll) byl americký římskokatolický kněz, biskup Samoa-Pago Pago a člen kongregace Společenství zahraničních misií v Americe.

## Život
Narodil se 10. května 1928 v Chicagu. Po střední škole vstoupil ke Společenství zahraničních misií v Americe a dne 11. června 1955 byl vysvěcen na kněze. V letech 1982–1986 byl administrátorem arcidiecéze Samoa-Apia.
Dne 9. června 1986 jej papež Jan Pavel II. jmenoval prvním diecézním biskupem Samoa-Pago Pago. Biskupské svěcení přijal 29. října 1986 z rukou kardinála Pia Taofinu'u a spolusvětiteli byli biskup Joseph Anthony Ferrario a biskup Patrick Vincent Hurley.
Dne 31. května 2013 přijal papež František jeho rezignaci na post biskupa Samoa-Pago Pago z důvodu dosažení kanonického věku 75 let.